# Albino Perosa
Albino Perosa (Rivignano, 20 aprile 1915 – Udine, 20 settembre 1997) è stato un presbitero e compositore italiano.

## Biografia
Rimasto orfano di padre all'età di pochi mesi, venne allevato dalla madre nella famiglia dei nonni paterni. Albino dimostrò subito interesse per la musica, costruendosi da sé degli strumenti musicali improvvisati. Sin da piccolo cantò nel coro della chiesa del paese e poco dopo iniziò lo studio del pianoforte. Entrò giovanissimo nel Seminario Arcivescovile di Udine dove dimostrò di sapersi già esprimersi alle tastiere. Allievo dei maestri mons. Giovanni Pigani e Mario Montico, ottenne nel 1946 il diploma d’organo e composizione organistica al Civico Liceo Musicale “J.Tomadini” di Udine e nel 1955 il diploma di composizione principale al Conservatorio “G.Tartini” di Trieste. Ordinato sacerdote iniziò la composizione di partiture musicali che portò poi avanti per tutta la vita.
Fu dapprima insegnante nel Seminario di Udine ove, con l’aiuto di un bel numero di docenti, riorganizzò la Scuola di musica sacra. L’attività fu piuttosto intensa: molti alunni si dedicarono allo studio del pianoforte e dell’organo, altri prepararono il canto gregoriano delle feste, altri costituirono il coro polifonico. Le liturgie erano dignitose e nel contempo si andava formando una bella schiera di organisti, di maestri di coro e di studiosi del nostro patrimonio aquileiese: erano buoni presupposti per il futuro delle nostre comunità cristiane.
Egli ha scritto musica sacra ma anche musica strumentale, per orchestra, per coro e per organo.  Dal 1961 fu anche titolare della cattedra d’organo nel Civico Liceo Musicale di Udine e nel giro di pochi anni gli alunni e le cattedre si moltiplicarono. Nel 1966 fu nominato Maestro di Cappella nella Cattedrale di Udine e, accanto alla valentia dell’organista e del direttore, abbiamo avuto modo di apprezzare il compositore e il suo stile inconfondibile.
Seppe salvaguardare il patrimonio musicale del passato, della polifonia, del canto gregoriano ed anche le melodie del nostro Friuli. Nel contempo fu capace di percorrere nuovi sentieri: attuare le disposizioni che la Congregazione Vaticana aveva emanato a seguito del Concilio Vaticano II e così, con la felice collaborazione di don Rinaldo Fabris, don Albino riuscì a comporre nuove melodie, in lingua italiana e friulana, per i diversi tempi liturgici, destinate alle nostre chiese. Il canto doveva essere affidato all’assemblea dei fedeli e il coro doveva assumere un ruolo diverso, non più da protagonista, ma al servizio e a sostegno della comunità orante. Tutto questo divenne esemplare per un pubblico più vasto nel settembre ‘72, quando a Udine si svolse il Congresso Eucaristico Nazionale. E per la celebrazione conclusiva presieduta da Papa Paolo VI tutti i sacerdoti furono coinvolti nell’esecuzione della grandiosa Missa Solemnis per coro, organo e orchestra e il Te Deum finale: un vero tripudio di voci e di suoni tra l’esultanza di tutto un popolo.
Tutti gli anni viene commemorato con sante messe accompagnate dalle sue musiche e concerti presso il Tempio Ossario di Udine e il Duomo di Udine.
Le sue composizioni hanno avuto numerosi riconoscimenti internazionali e soltanto di musica sacra scrisse più di 3.000 composizioni; nel 2008  è stato pubblicato il CD "Te Deum laudamus" (Rainbow Classics)